# Antrozous pallidus
Antrozous pallidus là một loài động vật có vú trong họ Vespertilionidae, bộ Dơi. Loài này được Le Conte mô tả năm 1856.
Phạm vi phân bố loài dơi này từ miền tây Canada tới trung tâm Mexico. Đây là loài duy nhất của chi và có liên quan mật thiết với loài dơi Van Gelder (Bauerus dubiaquercus), đôi khi được đưa vào trong Antrozous. Mặc dù nó đã từng được đặt trong phân họ (Antrozoinae) hoặc thậm chí cả gia đình (Antrozoidae), nhưng nay loài này được coi là một phần của phân họ Vespertilioninae và tông Antrozoini.
Loài dơi này có thể ăn loài bọ cạp Arizona có nọc độc rất mạnh. Chúng có thể bị loài bọ cạp này đốt nhiều lần mà không hề cảm thấy đau đớn khi tiếp xúc với nọc độc của bò cạp, không những không bị thứ nọc độc nguy hiểm làm tổn thương.

## Hình ảnh

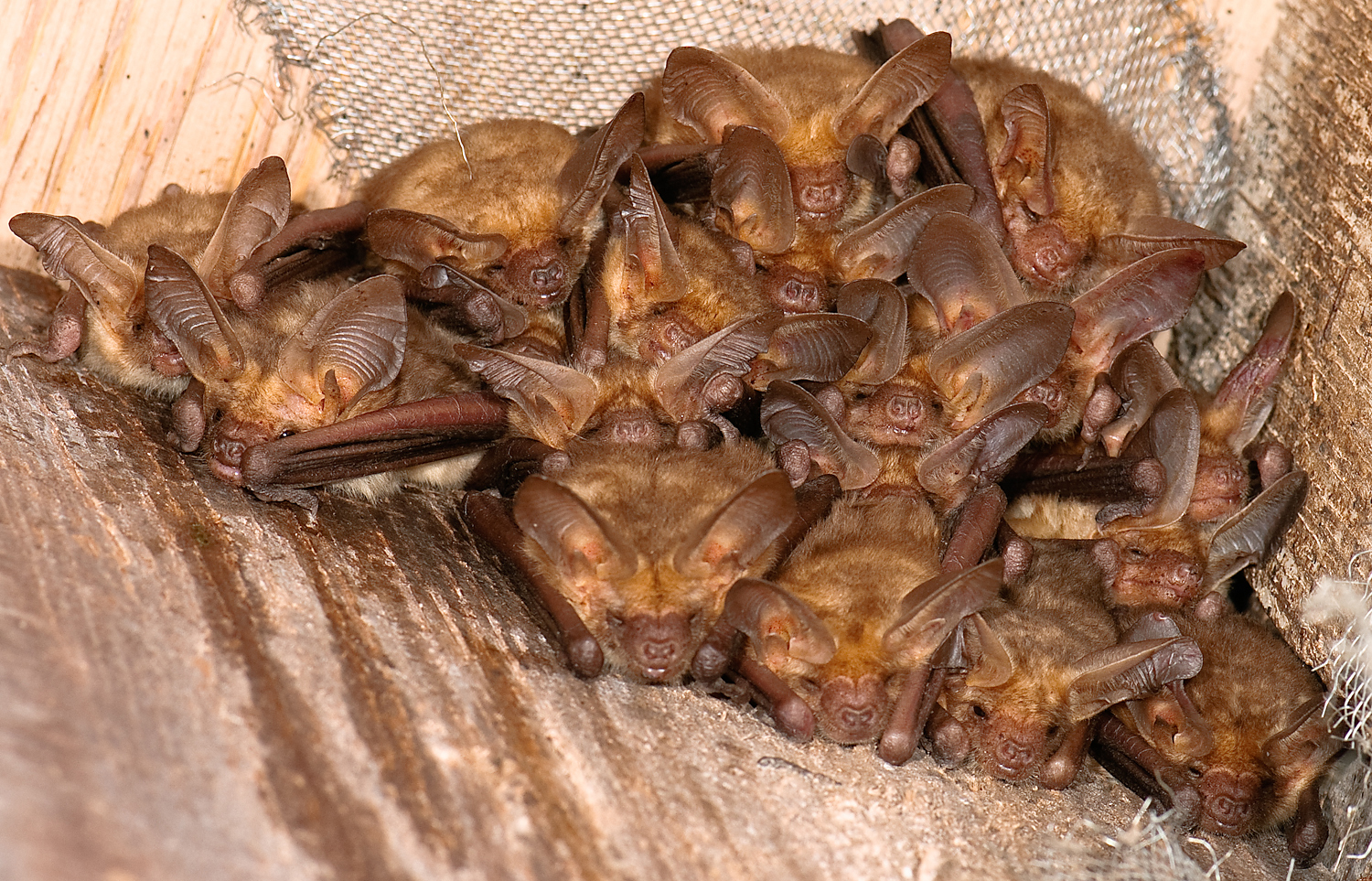
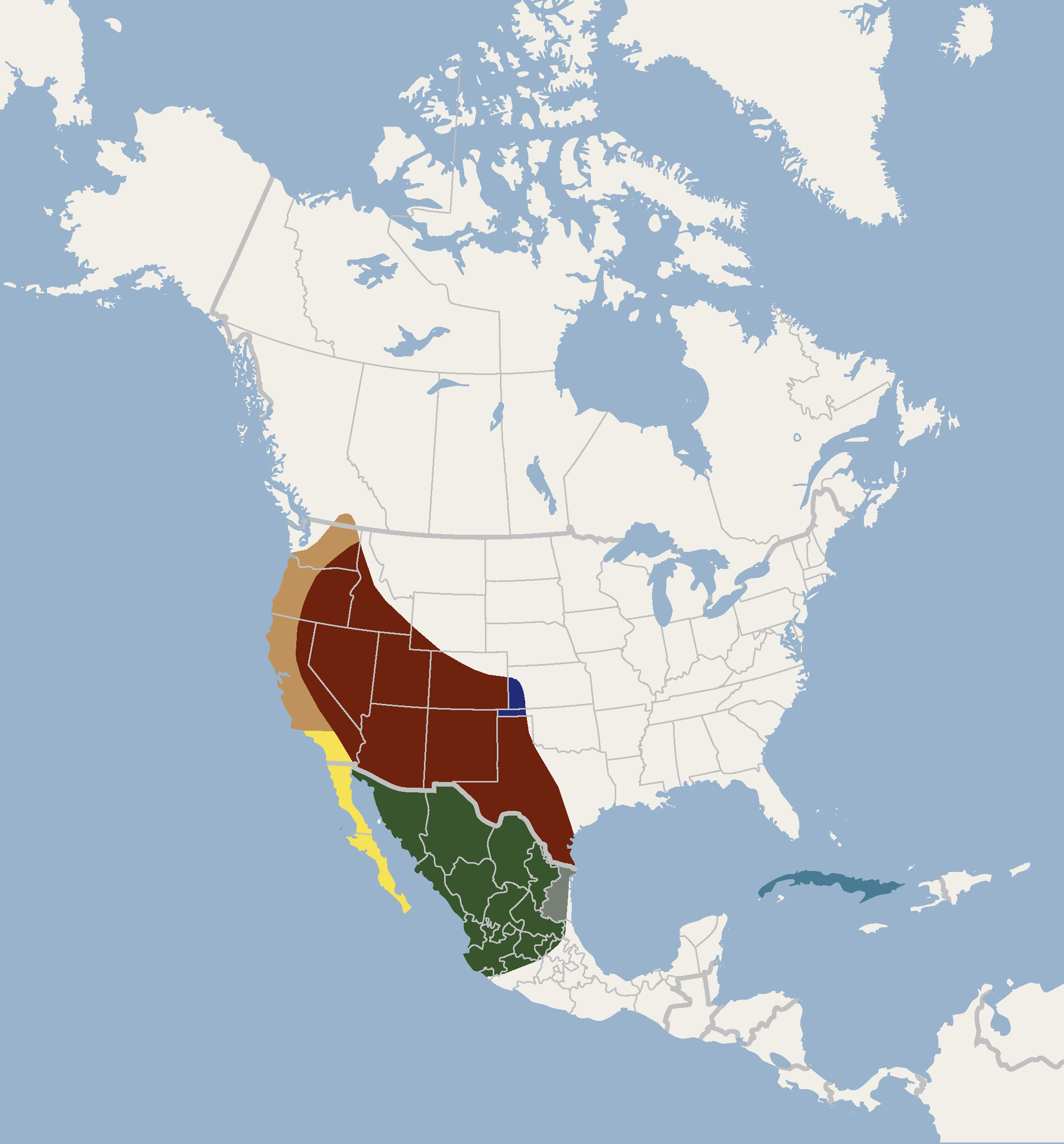
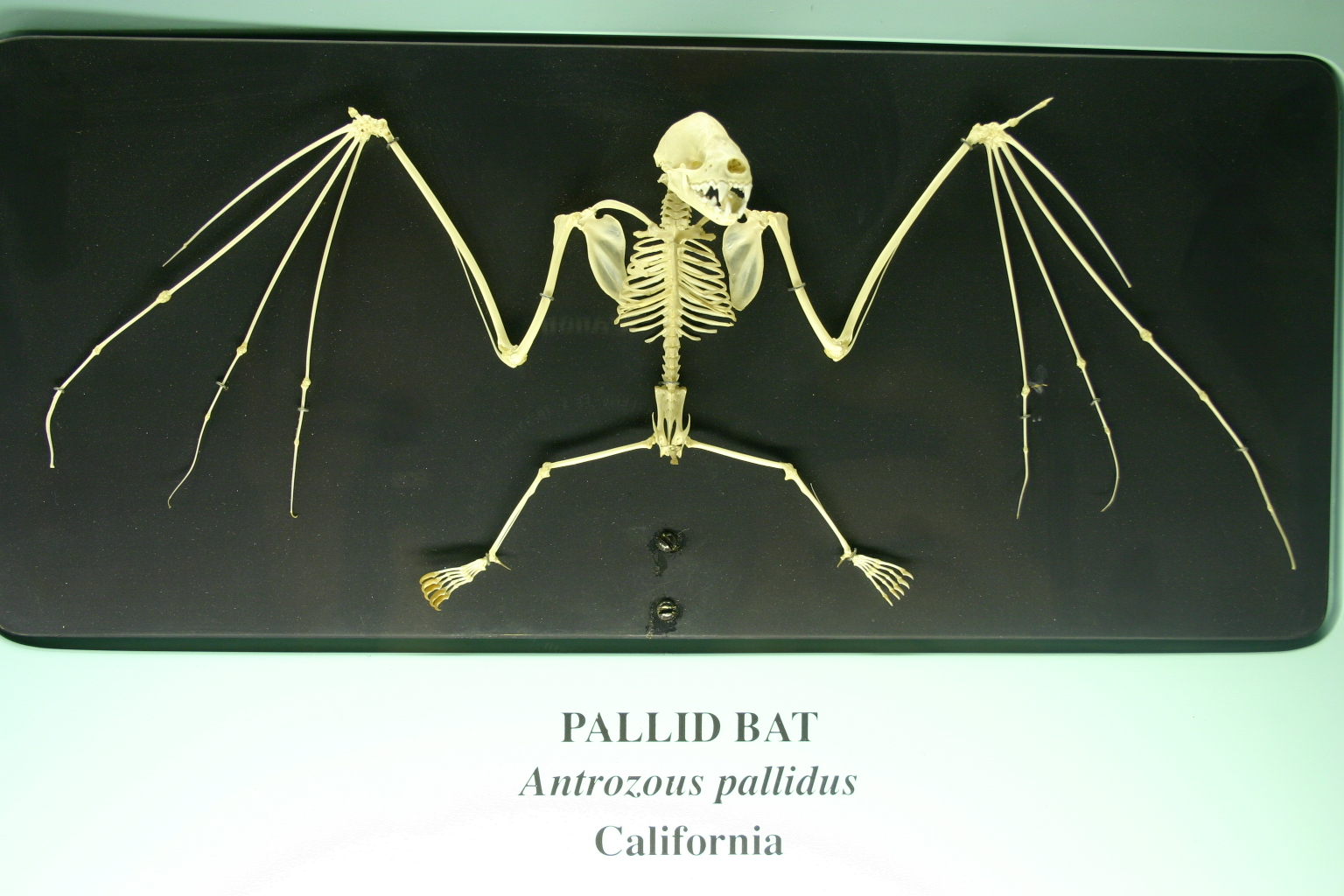